# Erik Bergkvist
Erik Bergkvist (* 1. Mai 1965 in Norsjö; † 20. Februar 2024) war ein schwedischer Politiker der Sveriges socialdemokratiska arbetareparti. Im Jahr 2019 wurde er ins Europäische Parlament gewählt. Er war Mitglied im Ausschuss für regionale Entwicklung und im Ausschuss für Verkehr und Fremdenverkehr. Dem Europaparlament gehörte er bis zu seinem Tod an. Für ihn rückte Linus Glanzelius ins Parlament nach.

## Ausbildung
Er erhielt an der Universität Umeå einen PhD in Volkswirtschaftslehre.